# Gynaecoserica namtamaiensis
Gynaecoserica namtamaiensis är en skalbaggsart som beskrevs av Ahrens och Fabrizi 2009. Gynaecoserica namtamaiensis ingår i släktet Gynaecoserica och familjen Melolonthidae. Inga underarter finns listade i Catalogue of Life.